# 旭日丘バスターミナル
座標: 北緯35度24分25秒 東経138度52分33秒 / 北緯35.40694度 東経138.87583度

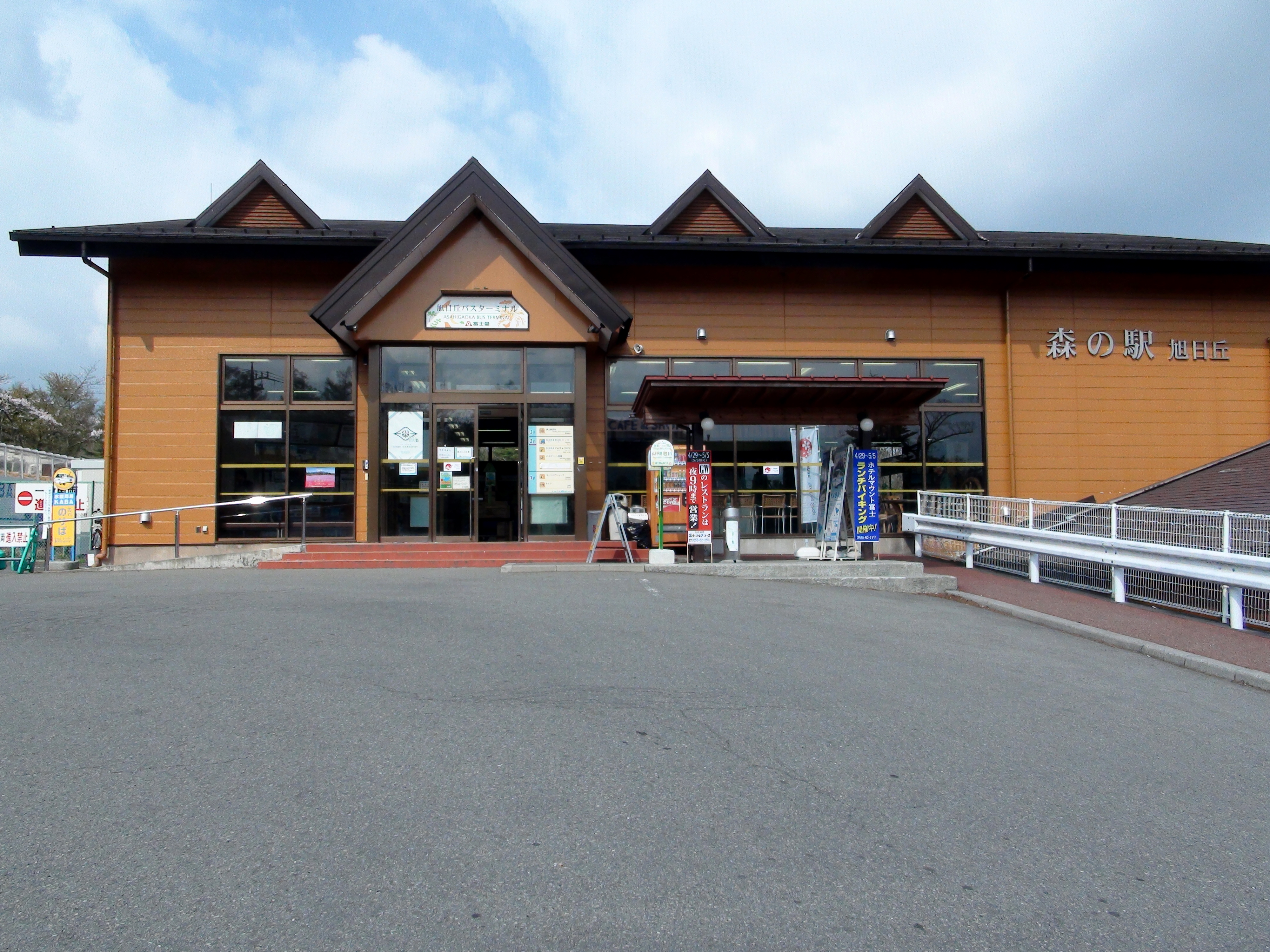
旭日丘バスターミナル

旭日丘バスターミナル（あさひがおかバスターミナル）は山梨県南都留郡山中湖村平野506にある富士急グループのバスターミナルである。
なお、バス停留所の名称は山中湖 旭日丘となっている。

## 概要
山中湖の南側にあり、中央高速バス富士五湖線の富士急行担当便用ターミナルとしてオープンした。富士五湖線は富士急行以外にも京王帝都電鉄（現在は京王バス）が担当していたが、開設当初は共同運行ではなく相互乗り入れという立場をとっていたため山中湖側のバス停が異なっており、京王は旭日丘バスターミナルの東側にある京王リップル山中湖停留所を山中湖京王バスターミナルとして使用し、旭日丘には乗り入れていなかった。1996年（平成8年）10月1日にそれまで別々だった予約システムが統合されるなど共同運行に移行し、それにあわせてターミナルも旭日丘に集約された。
2006年（平成18年）8月21日にターミナル建屋が改装され、「森の駅旭日丘」としてリニューアルオープンした。

## バスターミナル周辺
- 山中湖
- 山中湖観光船
- 国道138号
- 国道413号

## 乗り入れているバス

### 高速バス
中央高速バス富士五湖線
- バスタ新宿（南口）（一部の臨時便は新宿西口） - 中央道日野 - 富士急ハイランド - 河口湖駅 - 富士山駅 - 山中湖 旭日丘 - 山中湖 平野（富士急バス・フジエクスプレス・京王バス）

東京駅 - 富士五湖・富士急ハイランド線
- 東京駅（発：八重洲南口、着：日本橋口） - （東京駅八重洲北口・鉃鋼ビル） - 富士急ハイランド - 河口湖駅 - 富士山駅 - 山中湖 旭日丘（富士急バス・フジエクスプレス）

### 一般路線バス
御殿場駅発着路線（富士急バス・富士急モビリティ）
- A1：河口湖駅 - 富士急ハイランド - 富士山駅 - 浅間神社前 - 忍野入口 - 忍野八海 - ファナック前 - 富士山 山中湖 - 山中湖 旭日丘 - 須走浅間神社 - 仁杉 - 御殿場駅
- A2：河口湖駅 - 富士急ハイランド - 富士山駅 - 浅間神社前 - 忍野入口 - 北富士駐屯地入口 - 富士山 山中湖 - 山中湖 旭日丘 - 須走浅間神社 - 仁杉 - 御殿場駅
- C1：河口湖駅 - 富士急ハイランド - 富士山駅 - 浅間神社前 - 忍野入口 - お宮橋 - 内野 - 富士山 山中湖 - 山中湖 旭日丘 - 須走浅間神社 - 中畑 - 御殿場駅 - 秩父宮記念公園 - 御殿場プレミアム・アウトレット
- C2：河口湖駅 - 富士急ハイランド - 富士山駅 - 吉田高校南口 - 内野 - 富士山 山中湖 - 山中湖 旭日丘 - 須走浅間神社 - 中畑 - 御殿場駅 - 秩父宮記念公園 - 御殿場プレミアム・アウトレット

山中湖 平野発着路線（富士急バス）
- D1：富士山駅 - 浅間神社前 - 忍野入口 - 北富士駐屯地正門前 - 富士山 山中湖 - 山中湖 旭日丘 - 山中湖 平野 - 道志小学校前
- D2：山中湖 旭日丘 - 山中湖 平野 - 道志の湯 - 道志小学校前
- D3：富士山駅 → 市役所前 → 忍野入口 → お宮橋 → 内野 → 富士山 山中湖 → 山中湖 旭日丘 → 山中湖 平野 → 道志小学校前
- H1：山中湖 平野 → 山中湖 旭日丘 → 富士山 山中湖 → ファナック前 → 忍野八海 → 忍野入口 → 月江寺駅前

ふじっ湖号（富士急バス）
- F1・F2：河口湖駅 - 富士急ハイランド - 富士山駅 - 市立病院 - 忍野入口 - 忍野八海 - 内野 - 富士山 山中湖 - 長池入口 - 山中湖 平野 - 石割の湯 - 山中湖 平野 - 山中湖 旭日丘 - 富士山 山中湖 - （河口湖駅方面）
山中湖を周回する路線。右回り（F1）と左回り（F2）がある。[5]。

### 定期観光バス
YAMANAKAKO NO KABA
- 当バスターミナルを起点に山中湖村役場周辺を周回し、その後山中湖上を走行・周回し戻ってくる水陸両用バス。2011年（平成23年）4月30日より運行を開始。季節によって運休日がある[6]。